# Toyota 4-Runner
Le 4-Runner est un véhicule utilitaire sport fabriqué par le constructeur automobile japonais Toyota et vendu partout dans le monde depuis 1984, qui a connu cinq générations. Il est néanmoins équipé d'une boite de transfert avec 2 roues motrices (propulsion) longues, 4 roues motrices longues et 4 roues motrices courtes.  Au Japon, il est commercialisé sous le nom de Toyota Hilux Surf. Le 4-Runner était à l'origine un SUV compact un peu plus gros qu'un pick-up Toyota avec une coque en fibre de verre sur la benne, mais le modèle a depuis subi un développement significatif devenant un croisement entre un véhicule de taille moyenne et un gros SUV. Il est basé sur la plateforme du Toyota Hilux, puis du Toyota Tacoma. En Europe, il est remplacé en 1994 par le Toyota RAV4 pour la seconde génération, tandis que pour les autres marchés sa commercialisation est poursuivie.

## Prédécesseur: le Toyota Trekker
Le Toyota Trekker était le prédécesseur du 4Runner.

## Deuxième génération (1989 - 1996)
Il y a eu plusieurs types de moteur essence et diesel le 22R essence , le 2,4 L TD , le 3L TD KZT et KZT-e , le 3 L V6 Ess
En boite manuelle 5 vitesses et dans certains pays en boite automatique.

Avec suspensions à lames pour certains pays ou roues avant indépendantes doubles triangles et barres de torsion et ressorts à l'arrière

## Cinquième génération (depuis 2009)

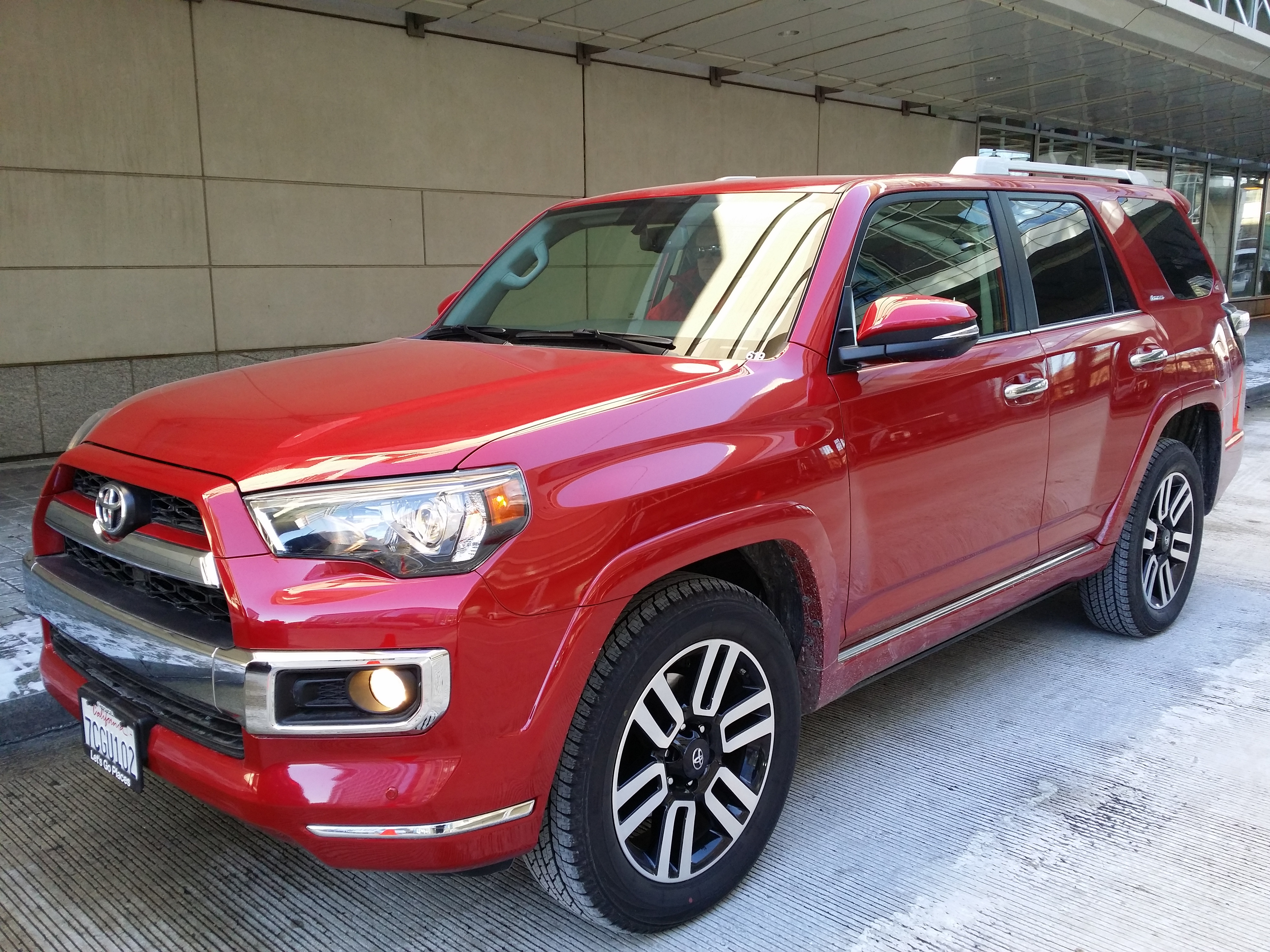
Toyota 4-Runner N280 Phase II

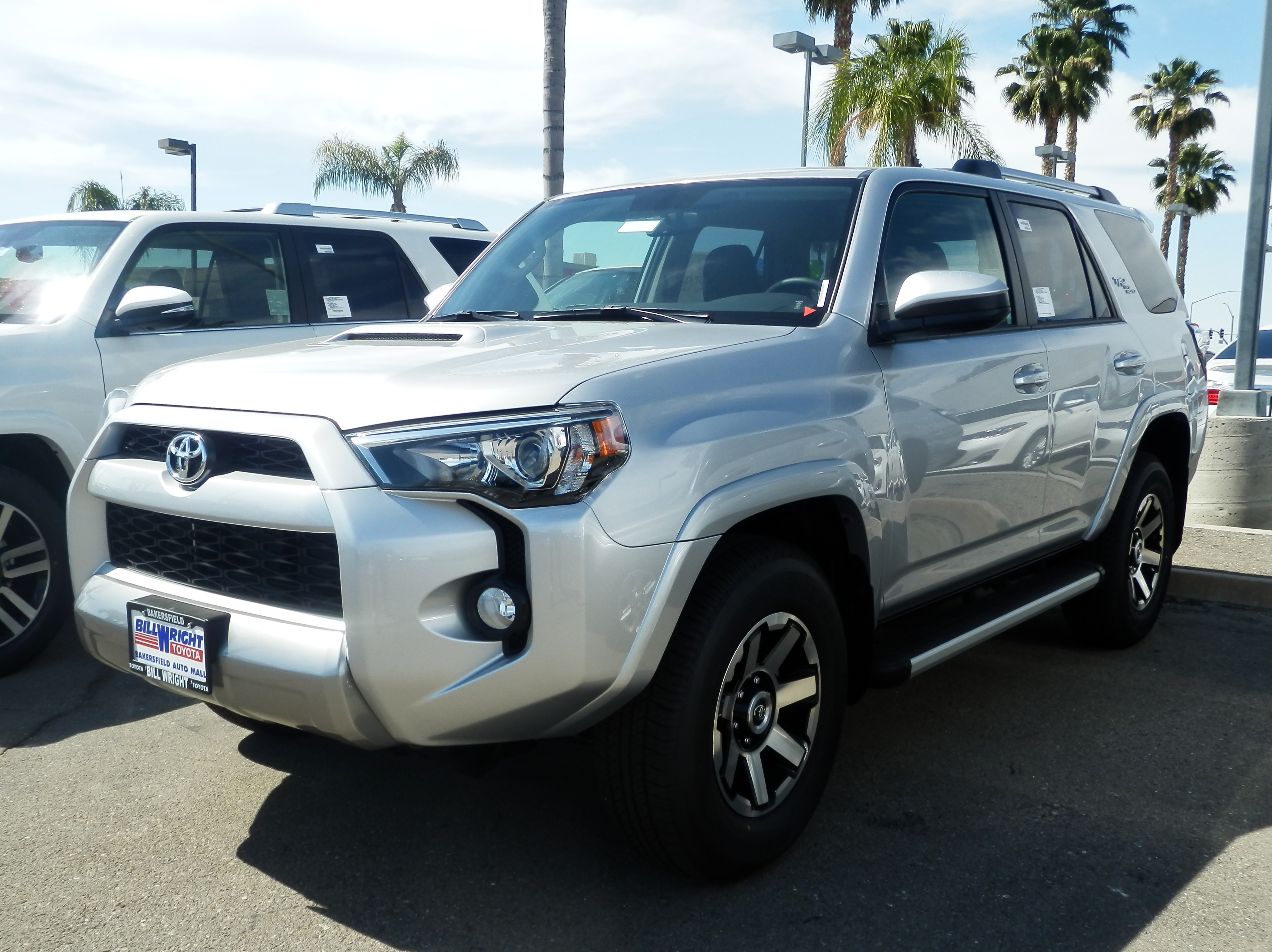
Toyota 4-Runner N280 Phase III